# Iván Lazarevich Lázarev
Hovhannes Lazarian, más conocido por su nombre ruso Iván Lazarevich Lázarev, (en ruso: Иван Лазаревич Лазарев, Isfahán, Persia, 4 de diciembre de 1735 – San Petersburgo, Imperio ruso, 5 de noviembre de 1801) fue un joyero ruso de origen armenio. Banquero de la corte de Catalina la Grande, fue el único armenio que recibió el título de conde imperial (Reichsgraf) en 1768.

## Biografía
Nació en el barrio armenio de Isfahán (en el actual Irán), donde sus antepasados habían sido alcaldes desde principios del siglo XVII. Su padre Agasar (1700-1782) afirmaba ser descendiente del príncipe Manuk Lazarianz, quien había defendido Julfa del Shah Abbas I. Después de mudarse a Isfahán, Manuk ayudó a establecer una colonia armenia y fue nombrado gobernador. Su hijo Lazar dirigió la casa de la moneda y el tesoro de Abbas II en Isfahán.  
Agasar Lazarian comenzó a comerciar con Rusia en la época de la guerra ruso-persa durante el reinado del zar Pedro el Grande. Después de la muerte de Nader Shah (1747), Agasar y sus hijos abandonaron Persia y se trasladaron a Astracán antes de establecerse en Moscú. Después de establecer una fábrica de seda en Fryanovo (1735), fueron reconocidos como proveedores exclusivos de seda y algunos otros artículos de lujo para la corte de la emperatriz Isabel I. Recibieron el título de Freiherr de manos de la emperatriz María Teresa en 1768.
Fue Hovhannes quien trasladó las operaciones de la familia de Moscú a San Petersburgo y fue allí donde ejerció de intermediario entre el conde Grigori Orlov y Shaffrass, un millonario persa (y supuestamente tío de su esposa), en la compra del Gran Diamante Mogol, que llegó a ser conocido como el Diamante Orlov. Su gran riqueza le permitió comprar a la familia Stróganov algunas importantes acerías y 115 000 hectáreas de tierra en los Montes Urales del Norte, donde también instaló varias fábricas nuevas. En el momento de su muerte poseía más de 16 000 siervos varones.
Cuando Catalina la Grande pidió a Lazarev que la asesorara sobre la política oriental en 1774, él elaboró un plan para revivir el estado de Armenia, con el príncipe Gregorio Potemkin como su monarca. Después de la paz de Jassy, se le ocurrió un plan más viable para reasentar a los armenios del Imperio otomano en las tierras conquistadas por Rusia en la región del mar Negro (para que pudieran practicar su fe abiertamente). Ayudó a miles de armenios a encontrar un nuevo hogar en Crimea, Kizlyar, Nueva Najicheván y Grigóriopolis.
Lazarev compró la mansión real de Ropsha cerca de la capital rusa y encargó a Georg von Veldten la construcción allí de un nuevo palacio. Financió la construcción de la Iglesia Armenia de Santa Catalina en San Petersburgo (también diseñada por Veldten). En su finca de Fryanovo, cerca de Moscú, construyó una villa paladiana, que aún se conserva. Tras la muerte de su único hijo, legó sus propiedades a su hermano Ovakim (Ekim) y le pidió que fundara en Moscú una escuela para niños armenios pobres, que se materializó como el Instituto Lazarev de Lenguas Orientales.
Los últimos años de su vida estuvieron marcados por su generosa y amplia ayuda a muchas instituciones caritativas, monasterios y sociedades armenias. Murió el 5 de noviembre de 1801.